# Karl Traugott Zeuner
Karl Traugott Zeuner (* 28. April 1775 in Dresden; † 24. Januar 1841 in Paris) war ein deutscher Komponist und Pianist.

## Leben
Karl Traugott Zeuner wurde zunächst in seiner Heimatstadt Dresden als Pianist ausgebildet. Später wurde er Schüler von Daniel Gottlob Türk in Halle. Im Jahr 1801 wird er als „Kammermusikus zu Berlin“ bezeichnet. 1802 hielt sich Zeuner in St. Petersburg auf und wurde dort Schüler von Muzio Clementi. Später ließ er sich in St. Petersburg nieder und unterrichtete dort u. a. Michail Glinka. Neben seiner Unterrichtstätigkeit unternahm er regelmäßige Konzertreisen. Zeuner bewunderte Ludwig van Beethoven und lernte ihn in Wien auch persönlich kennen. In St. Petersburg vermittelte Zeuner seine Begeisterung und sein Verständnis für die Musik Beethovens an den ihm nahestehenden Musikförderer und Adeligen Nikolai Borissowitsch Golizyn, der daraufhin selbst mit Beethoven in Kontakt trat. In einem Brief an Beethoven erzählt Golizyn, er könne Beethovens Sonaten durch den Vortrag des Pianisten Zeuner kennen lernen, der immer, wenn er zu Besuch komme, auch Beethovens Sonaten spielen müsse. Im Jahr 1823 bestellt Golizyn bei Beethoven Streichquartette bestellte. Diese Bestellung führte zu Beethovens drei Quartetten op. 127, 130 und 132. Darüber hinaus widmete Beethoven Golizyn die Ouvertüre Die Weihe des Hauses op. 124. Golizyn unterstützte auch die Missa solemnis und regte deren Premiere 1824 in St. Petersburg an. Karl Traugott Zeuner war einer der Komponisten, der zur Sammlung von 68 Vertonungen des Gedichts In questa tomba oscura von Giuseppe Carpani beigetragen hat. Diese Sammlung ist Fürst Lobkowitz gewidmet, einem besonderen Förderer Beethovens. Weitere Komponisten die zur Sammlung beigetragen haben und darüber mit Zeuner in Verbindung standen sind u. a. Antonio Salieri, Franz Xaver Mozart, Ludwig van Beethoven, Carl Czerny und Leopold Koželuh. In Idee und Geschichte ist die Sammlung der Vertonungen zu In questa tomba oscura mit den von Anton Diabelli initiierten 50 Veränderungen über einen Walzer für das Piano-Forte verwandt, die Beethoven dazu bewegt haben seine Diabelli-Variationen zu komponieren. Zeuner schuf als Komponist zahlreiche Werke für Klavier-Solo sowie Klavierkonzerte, Streichquartette und Ballette.

## Einspielungen
Die erste Einspielung eines Werks von Karl Traugott Zeuner stammt von der österreichischen Pianistin Dorothy Khadem-Missagh, die für ihr Album „Beethoven & Zeuner“ die Fantaisie pour le pianoforte sur un air de la petite Russie op. 7 aufgenommen hat. Das Notenmaterial für diese Aufnahme entstammt dem Archiv der Gesellschaft der Musikfreunde in Wien im Wiener Musikverein.